# Cyber Cross
Cyber Cross: Busou Keiji  es un videojuego de acción de tipo Beat'em up de un solo jugador el cual fue lanzado para la PC Engine en el año 1989 usando el formato de Hu Card, fue desarrollado por la Face Corporation. Tiene una secuela llamada Wiber Cruz.